# Ensisheim
Ensisheim je občina v departmaju Haut-Rhin francoske regije Alzacija.
Leta 1990 je v občini živelo 6 164 oseb oz. 168 oseb/km².